# Pumpspeicherkraftwerk Żarnowiec
Das von 1973 bis 1983 errichtete Pumpspeicherkraftwerk Żarnowiec (polnisch Elektrownia Wodna Żarnowiec) ist mit einer Pumpleistung von 800 MW und einer Turbinenleistung von 716 MW das größte Pumpspeicherkraftwerk Polens. Es liegt am Südufer des Zarnowitzer Sees, an dem sich ebenfalls das unvollendete Kernkraftwerk Żarnowiec befindet.

## Geschichte
In den 1970er Jahren gab es in Polen einen Mangel an elektrischer Energie im Allgemeinen und von Kraftwerken zur Spitzenlasterzeugung im Besonderen. Daher wurde 1972 vorgeschlagen, am Zarnowitzer See ein Kernkraftwerk und ein Pumpspeicherkraftwerk zu errichten. 1973 begannen detaillierte Planungen, 1976 wurde mit dem Bau des Pumpspeicherkraftwerks Żarnowiec begonnen und 1983 wurde dieses fertiggestellt. Mit dem Bau des Kernkraftwerks Żarnowiec wurde 1982 begonnen, der Bau wurde allerdings 1990 abgebrochen.

## Technik

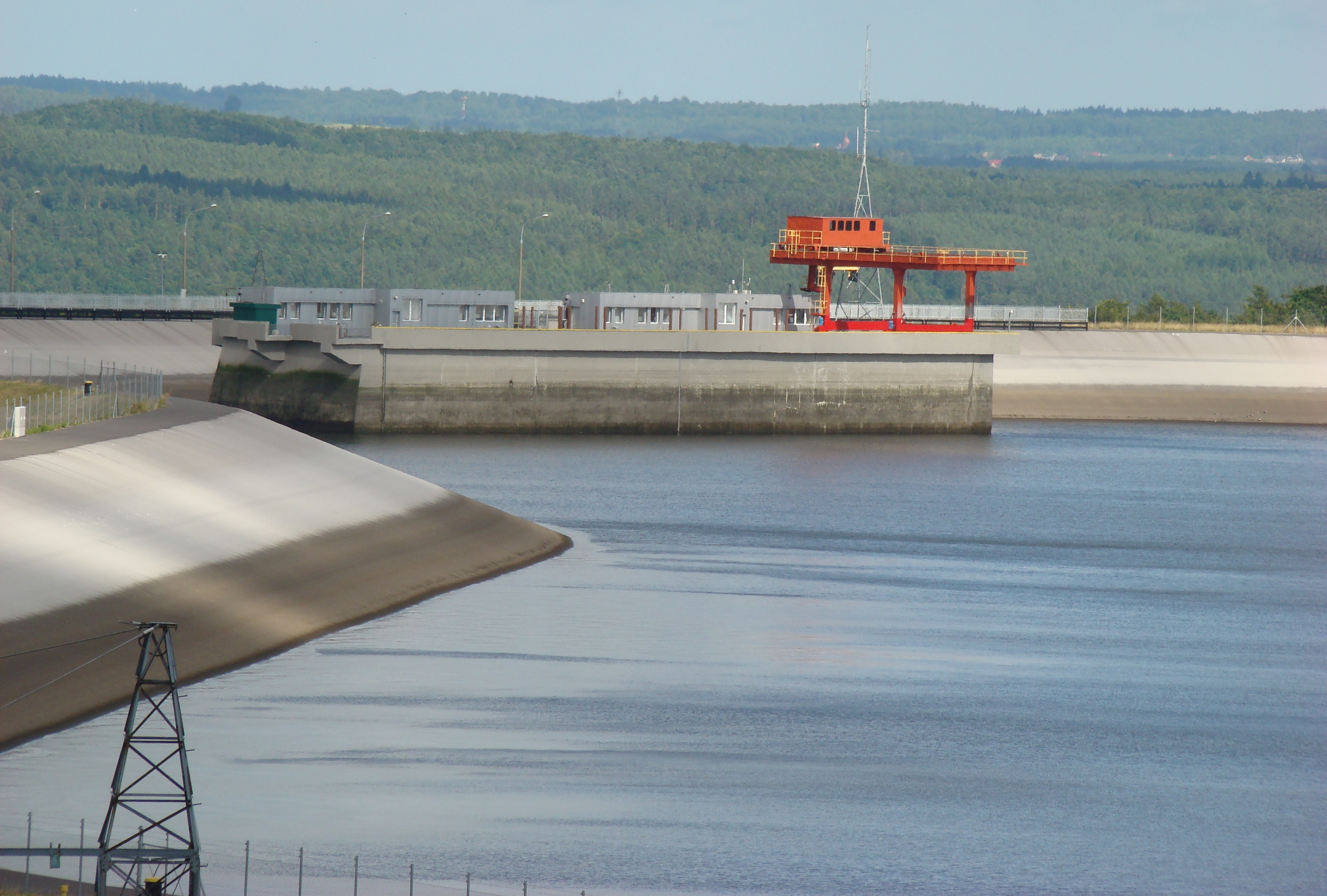
Oberbecken mit Einlaufbauwerk
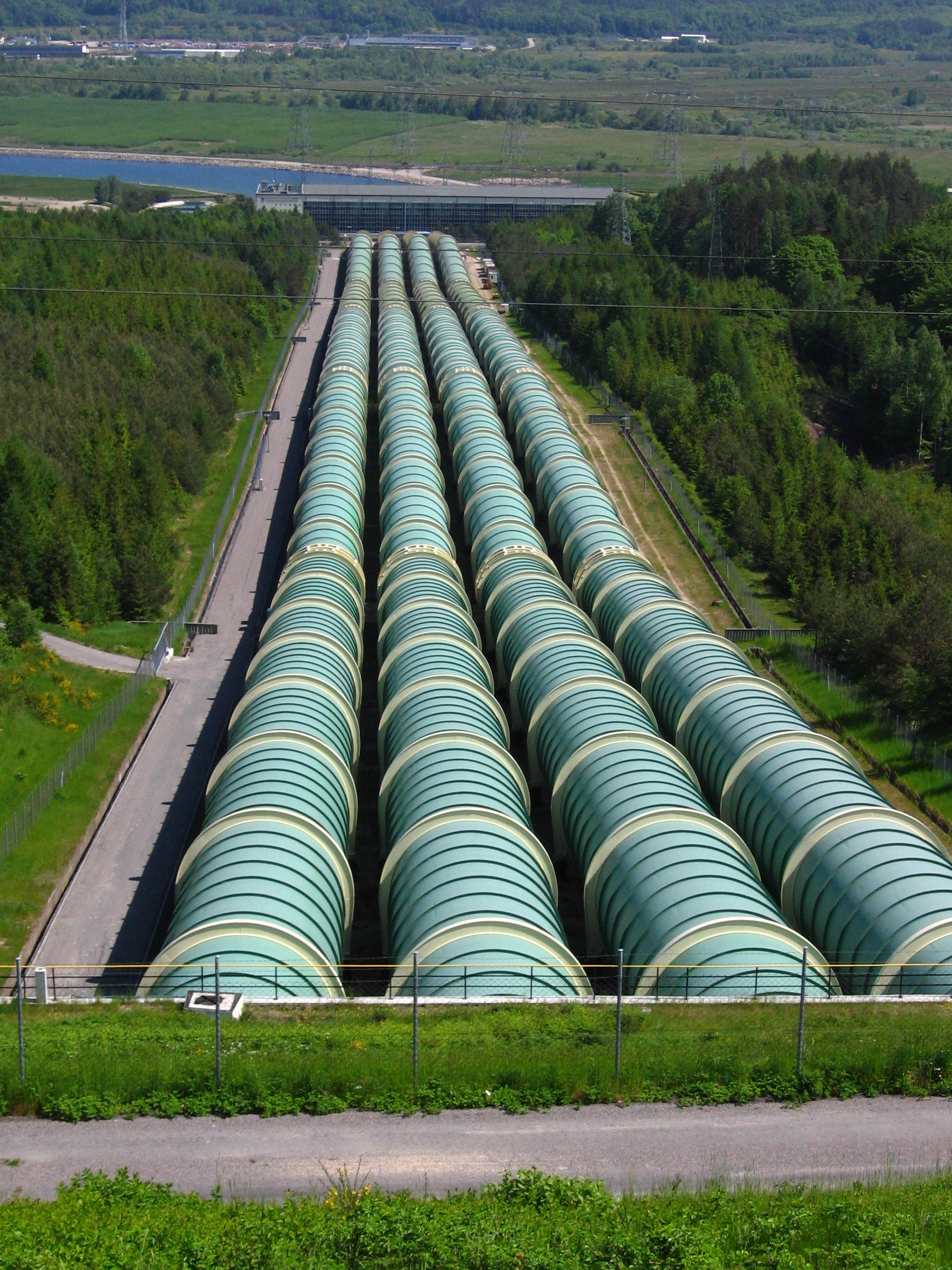
Druckrohrleitungen zwischen Oberbecken und Maschinenhaus
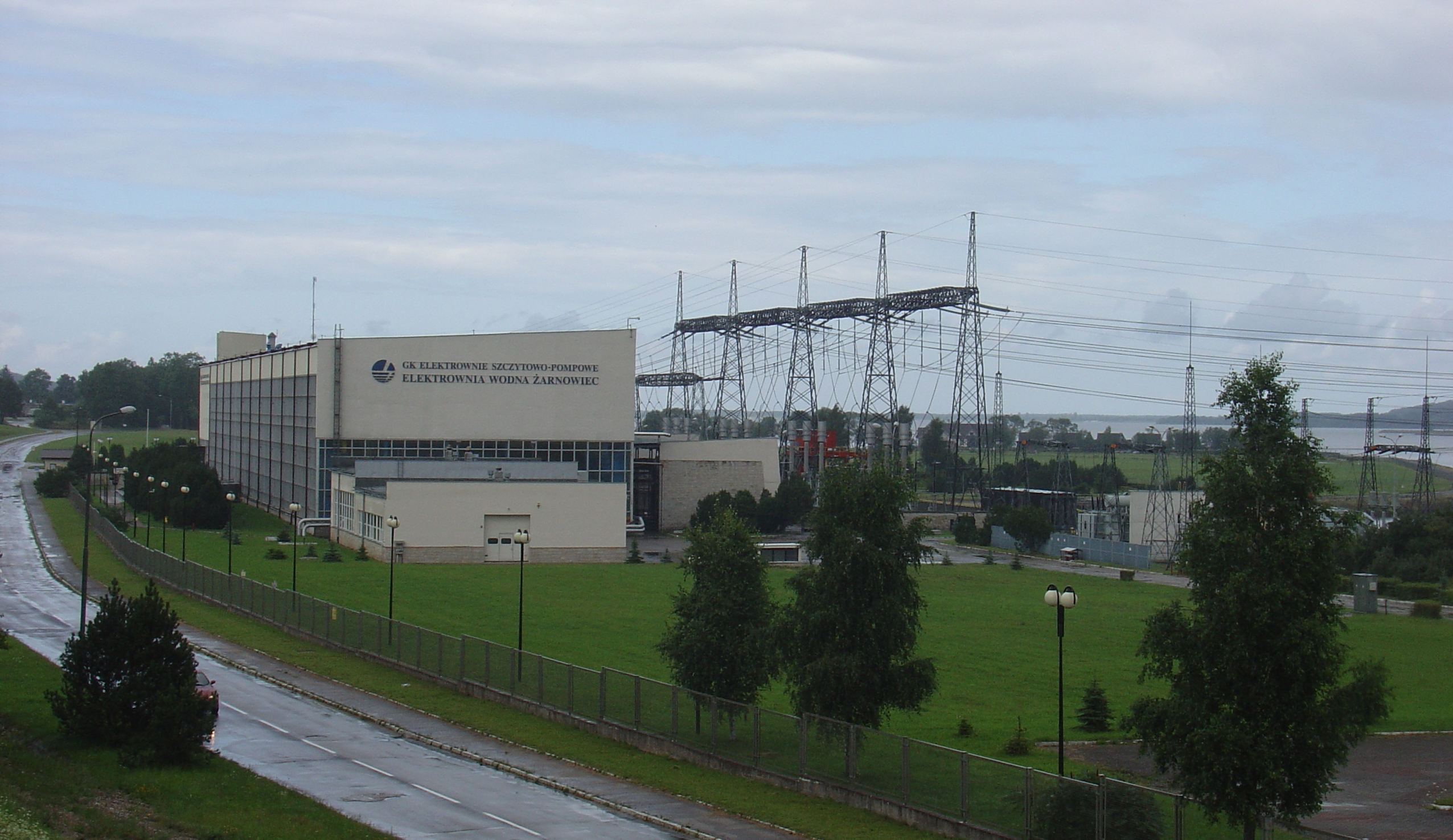
Maschinenhaus mit Anschluss an das Hochspannungsnetz
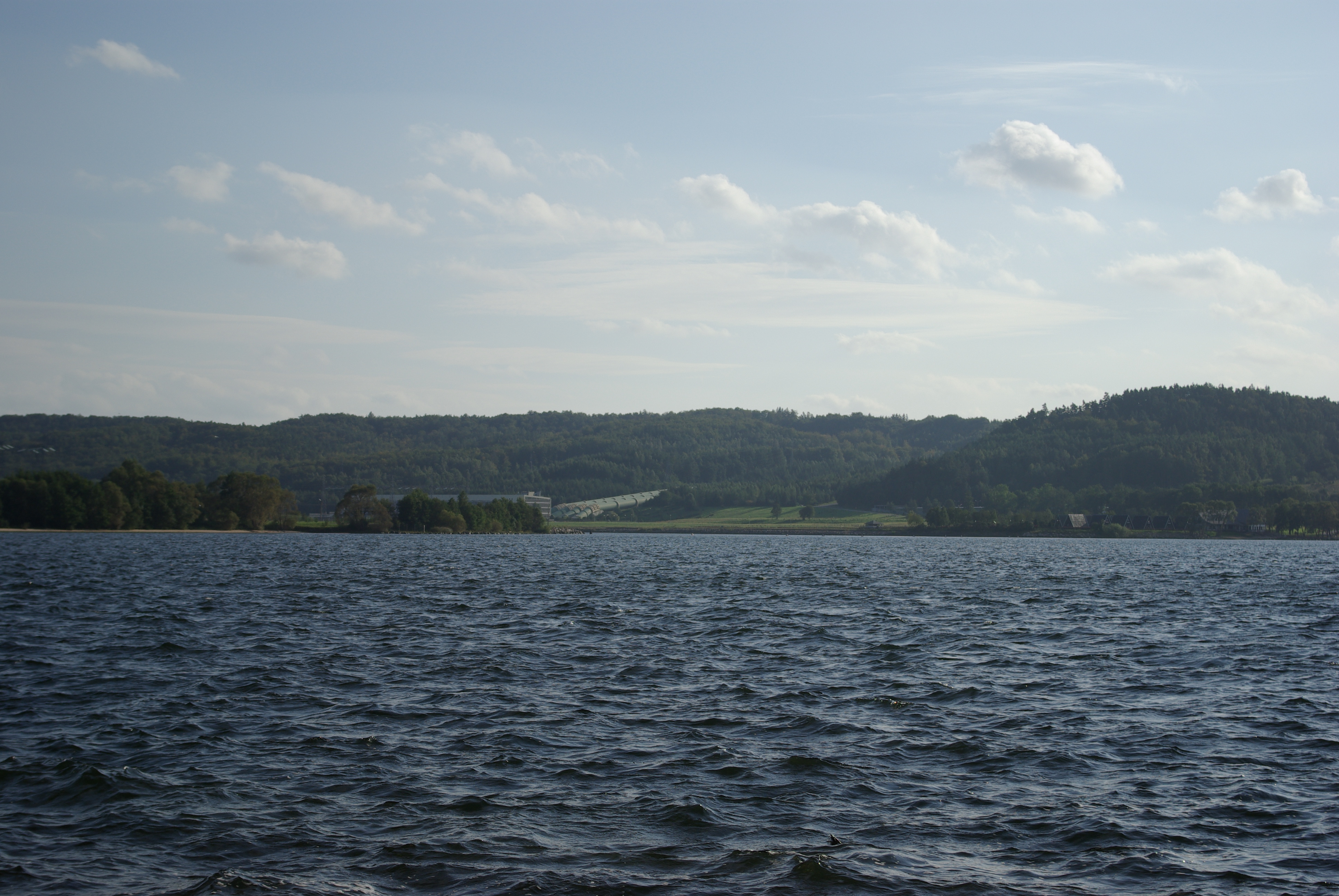
Zarnowitzer See als Unterbecken

Das Pumpspeicherkraftwerk verfügt über ein künstlich angelegtes Oberbecken mit einer Oberfläche von 135 ha, einem gesamten Speichervolumen von 15,9 Mio. m³ und einem nutzbaren Volumen von 13,8 Mio. m³. Der Wasserspiegel im Oberbecken schwankt um bis zu 16 m. Vom Oberbecken zum Maschinenhaus führen vier jeweils 1.100 m lange Druckrohrleitungen mit einem Durchmesser von 7,40 m bis 5,40 m. Durch diese Leitungen fließen im Turbinenbetrieb bis zu 700 m³/s.
Im Maschinenhaus befinden sich vier Francis-Pumpturbinen mit einer Leistung von 4 × 179 MW = 716 MW im Turbinenbetrieb und 4 × 200 MW = 800 MW im Pumpbetrieb. Insgesamt verfügt das Kraftwerk also über eine Regelleistung von 1.516 MW. Die Blindleistung kann von ungefähr −400 Mvar (kapazitiv) bis zu ungefähr +800 Mvar (induktiv) variiert werden.
Das Pumpspeicherkraftwerk kann im Turbinenbetrieb die Maximalleistung über 5,5 h abgeben und im Pumpbetrieb die Maximalleistung über 6,0 h aufnehmen. Im Turbinenbetrieb fließen pro Turbine jeweils 180 m³/s, im Pumpbetrieb jeweils 140 m³/s. Das Kraftwerk braucht 180 s (= 3 min), um den Turbinenbetrieb zu starten, und 600 s (= 10 min), um den Pumpbetrieb zu starten. Der Wirkungsgrad des Kraftwerks beträgt 73 %. Die maximal genutzte Fallhöhe beträgt 125 m.
Der Unterwasserkanal hat eine Länge von 835 m, eine maximale Breite von 13 m und an der Mündung eine Breite von 100 m. Im Unterwasserkanal strömt das Wasser mit einer Geschwindigkeit von 1 m/s. Im als Unterbecken dienenden Zarnowitzer See schwankt der Wasserspiegel aufgrund des viel größeren Volumens gegenüber dem Oberbecken nur um bis zu 1 m.